# Labo Xiang
Labo Xiang (kinesiska: 拉伯, 拉伯乡) är en socken i Kina. Den ligger i provinsen Yunnan, i den sydvästra delen av landet, omkring 370 kilometer nordväst om provinshuvudstaden Kunming. Antalet invånare är 10 124. Befolkningen består av 4 931 kvinnor och 5 193 män. Barn under 15 år utgör 22,0 %, vuxna 15-64 år 70 %, och äldre över 65 år 7,0 %.
Genomsnittlig årsnederbörd är 832 millimeter. Den regnigaste månaden är juli, med i genomsnitt 302 mm nederbörd, och den torraste är november, med 1 mm nederbörd.